# Der arme Conrad (Kalender)
Der arme Conrad. Illustrirter Kalender für das arbeitende Volk galt als der bedeutendste Arbeiterkalender, der jährlich für die Jahre 1876 bis 1879 in dem Verlag der Genossenschaftsbuch-Druckerei Leipzig erschien.

## Geschichte
Der Name knüpft an den Bauernaufstand an, der sich 1514 als Bündnis des „Gemeinen Mannes“ im Herzogtum Württemberg aufbegehrte und sich als „Armer Konrad“ bezeichnete. Sie nannten sich so, weil der Adel sie mit dem Schimpfnamen verspottete. Der Begriff armer Konrad bedeutete so viel wie armer Teufel oder armer Kerl. Die Kriegsfahne der Aufständischen zeigte unter den Worten „Der arme Conrad“ einen vor einem Kreuz liegenden einfachen Mann.
Sein Vorgänger war der Arbeiterkalender „Deutscher Arbeiter-Kalender des Neuen Social-Demokrat“, der 1875 in Berlin erschien. Nachfolger war der „Omnibus. Illustrierter Volkskalender“, der von 1880 bis 1881 im Leipziger Fink-Verlag erschien.
„Der arme Conrad“ stand stellvertretend für die revolutionären Arbeiterkalender. Im Untertitel nannte er sich: Illustrierter Kalender für das arbeitende Volk“. Ab 1876 gab ihn der Landesausschuss der Sozialdemokratischen Partei Deutschlands in der Genossenschaftsdruckerei zu Leipzig heraus. „Der Kalender erhöhte seine Auflage von 41.000 im Jahr 1876 auf eine Auflage von 60.000 im Jahr 1878.
Gleich für den ersten Jahrgang des „Armen Conrads“ schrieben bekannte sozialdemokratische Schriftsteller: Friedrich Wilhelm Fritzsche, sowohl rühriger Gewerkschafter wie Lyriker, Johann Most, Johann Philipp Becker, August Geib, Wilhelm Hasselmann, Carl Hirsch und Wilhelm Liebknecht. Im „Armen Conrad“ vertragen sich astronomische Abhandlungen mit astrologischen Regeln. Der „lesende“ Arbeiter und der sinnierende Bauer sollten angesprochen werden. Der Inhalt war aber betont sozialdemokratisch.
Er ersetzte die traditionellen Heiligennamen im Kalendarium durch die Daten gemeinnütziger Menschen, er stellte in Porträts Ferdinand Lassalle und Heinrich Heine, François Noël Babeuf und Ludwig Börne, Ludwig Feuerbach und Georg Herwegh u. a. vor; die Anekdoten waren gesellschaftskritisch, die Rätsel bezogen sich auf politisches; ebenso beinhaltete er auch Gedichte, so z. B. von Herwegh im Jahrgang 1876.
Es wurden Bücher vorgestellt, so wurde das berühmte Buch von Lissagaray über die Pariser Kommune, das 1876 in Brüssel erstmals erschienen war und nur in französischer Sprache zugänglich war, im Jahrgang 1878 rezensiert. Erwähnung fand auch Geschichtliches, z. B. das Hambacher Fest von 1832 im Jahrgang 1876 und die Planung des Gothaer Parteitags 1877 im entsprechenden Jahrgang. Drei Beispiele für Kalendergeschichten im „Armen Conrad“: Carl Hillmanns „Glück und langes Leben“ (1878), Friedrich-Wilhelm Fritzsches „Weihnachtsbilder aus einem Proletarierleben“ (1878), Robert Schweichels „Im Hinterhause“ (1879). Es handelt sich eher um Schilderungen als um eigentliche Kalendergeschichten; sie sind von der „arbeitenden Klasse“ geschrieben und schöpfen ihren Stoff aus der Welt des Proletariats. Dem Sozialistengesetz von 1878 fiel der „Arme Conrad“ zum Opfer.